# 趙同
趙同（ちょう どう、? - 紀元前583年）は、春秋時代の晋の大夫で、趙氏の一族。原の地に封じられたことにより原氏と呼ばれるようになった。原同や原叔とも称される。
趙同は趙衰（趙成季）と趙姫のあいだの子として生まれた。
紀元前597年、趙同は下軍大夫となった。
紀元前594年、趙同は晋の景公の命を受けて周に赴き、狄の捕虜を献上した。趙同の態度が不敬であったため、劉康公は「10年と経たないうちに趙同は大きな咎めを受けることになるだろう」と予言した。
紀元前586年、趙同と趙括は弟の趙嬰斉を斉に追放した。8月、趙同は鄭の悼公と垂棘で盟を交わした。
紀元前585年、欒書が鄭を救援し、楚軍と繞角で遭遇すると、楚軍は撤退した。晋軍はついでに蔡に侵入した。楚の公子申と公子成が申・息の軍を率いて蔡を救援し、桑隧で晋軍を迎え撃とうとした。趙同と趙括は戦いを望んで欒書に申し出ると、欒書はこれを許可しようとした。荀首・士燮・韓厥がこれを諫め、晋軍は撤退することとなった。
紀元前583年6月、趙荘姫は趙嬰斉が追放された件を恨み、趙同と趙括が反乱を計画していると景公に讒言した。欒氏と郤氏もそれを裏づける証言をした。6月、趙同は趙括とともに討たれた。